# 修姓
修姓（しゅうせい）・修名（しゅうめい）は、主として日本人が和風の姓名を漢文風にすること。姓（名）を修する、とも言う。「修」はかざるの意。
室町時代末期までは、漢詩文に親しむ層が比較的少なく、またその中心が僧侶であったために、平安時代初期の勅撰三漢詩集時代を別にすれば、修姓・修名の風はさほど盛行したわけではなかった。江戸時代中期以降、漢詩文の素養が広く知識人・武士階級に及ぶようになると、盛んに行われるようになった。特にこの慣習が流行したのは、前述の平安時代初期と、古文辞派の隆盛を見た18世紀前半である。
日本人の名（実名）は平安時代ごろから漢字2字もしくは1字のものが一般となっていたために、修姓・修名は主として、
1. 複数字である姓を1字に短縮する
2. 漢文風の字をつける
3. 「修した姓＋実名」「修した姓＋字」「修した姓＋号」を字音で音読する

などの方法に拠った。
以上のうち姓の短縮は、漢風の姓名と和風の姓名の間でもっとも差異が目立つのが姓の字数であったため、特に広く行われた。中世期までは、一部の例外を別にすれば、例えば藤原氏を「藤」と修するような氏の短縮は見られたが、苗字・家の名についてはこれを修するという例はほとんどなかった。ところが江戸時代中期ごろになると、中国崇拝のつよい徂徠学派の影響と、氏よりも苗字を名乗ることが一般化していた当時の風習もあって、漢学者を中心に苗字（姓）を1字に短縮することが起こるようになる。岡白駒のように修した後の姓しかわからない例（本来は「岡」を含む複数字の姓であり、現代では通常オカ・ハククと訓じているこの名は、もともとコウ・ハククと訓ませたものと思われる）、頼山陽の頼家、菅茶山の菅家のようにもともと複数字姓（頼金、菅波）であった家が、たまたま漢学を業としたために一家を挙げて改姓した例などもある。
修姓はあくまで、もともとの苗字・姓を圧縮することが原則であったため、本来の名とまったく関係のない字を姓とすることはなかった。このため、いかように修しても漢風にならない場合もあり、通常中国人が姓に用いることのない漢字を修姓として用いることもあった。中には荻生徂徠のように、「荻」としても「生」としても中国人らしく聞こえない苗字を持つがゆえに、氏（徂徠の家系は物部氏に属する）を修して「物徂徠」と称した例もあった（徂徠が「荻徂徠」とするのを嫌ったのは「荻」と「狄」が同音であるためとする説もある）。
修姓は多くの場合ペンネーム的な意味にとどまることが多く、頼家、菅家のように改姓にまで至った例は少数派である。